# Мількат Ігор Володимирович
І́гор Володи́мирович Мількат — солдат Збройних сил України, 79-та аеромобільна бригада, учасник російсько-української війни.

## Нагороди
За особисту мужність і героїзм, виявлені у захисті державного суверенітету та територіальної цілісності України, вірність військовій присязі, відзначений — нагороджений
- 27 червня 2015 року — орденом «За мужність» III ступеня.